# فيليبي غارسيا (لاعب كرة قدم)
فيليبي غارسيا (بالبرتغالية: Felipe Garcia dos Prazeres‏) (10 يناير 1988 في البرازيل - ) هو لاعب كرة قدم برازيلي في مركز حراسة المرمى. شارك مع منتخب البرازيل تحت 17 سنة لكرة القدم. أما مع النوادي، فقد لعب مع بورتوغيزا سانتيستا وجمعية بورتوغيزا الرياضية ونادي أفاي لكرة القدم ونادي بارانا ونادي سانتوس ونادي فلومينينسي ونادي ناوتيكو.

## وصلات خارجية
- فيليبي غارسيا على موقع قاعدة بيانات كرة القدم.إي يو (الإنجليزية)
- فيليبي غارسيا على موقع Soccerway.com (الإنجليزية)